# 红叶酸脚杆
红叶酸脚杆（学名：Medinilla erythrophylla）为野牡丹科酸脚杆属下的一个种。

## 扩展阅读
- 維基物種上的相關：红叶酸脚杆